# Alloclinus holderi
Alloclinus holderi is een  straalvinnige vissensoort uit de familie van slijmvissen (Labrisomidae). De wetenschappelijke naam van de soort is voor het eerst geldig gepubliceerd in 1907 door Lauderbach.